# Ферекид
Фереки́д (др.-греч. Φερεκύδης) Сиросский (Сирский) (с острова Сирос) (VI век до н. э.) — древнегреческий космолог и мифограф, написавший «Космогонию». Современник Анаксимандра и так называемых «семи мудрецов», к числу которых некоторыми авторами причислялся.

## Биография
Его родной остров — Сирос, близ Делоса — оба входящие в архипелаг Киклады.
Сын Бабия, Ферекид родился около 45-й олимпиады и жил во времена лидийских царей Алиатта (600—560 годы до н. э.) и Крёза (560—545 годы до н. э.).
Такие авторы, как Климент Александрийский и Филон Библский, утверждают, что «Ферекид не получал наставлений в философии ни от какого учителя, но приобрел своё знание из тайных книг финикийцев».
Утверждается, что затем он стал учеником Питтака и жил на Лесбосе.
Также упоминается, что он путешествовал по Элладе и Египту.

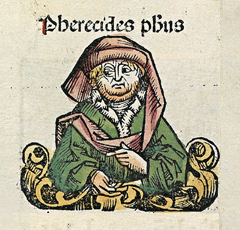
Нюрнбергская хроника

Ферекид считается первым (самым древним) греческим прозаиком. Он написал «Космогонию». Примыкает к орфизму. В нем. «Словаре античности» он характеризуется как «автор космологич. произведений с мифологич. окраской, в основе которых лежала мысль о том, что мировое устройство является не чем иным, как следствием воздействия божеств. на земное», согласно другому утверждению — «его мифология — плод сознательного мифотворчества». «Ферекид пользовался ионийским диалектом, писал в сказовом стиле, простыми, короткими предложениями, как об этом можно заключить на основе единственного большого фрагмента его произведения, обнаруженного на египетском папирусе», — отмечается в словаре «Античные писатели» (СПб., 1998). Ферекид признавал вечность начальной троицы богов: Заса (вар. Зевса, эфирные выси неба), Хтонии (девичье имя Геи, подземные глубины) и Хроноса (время). Зас становится Зевсом в качестве жениха Хтонии, которая в качестве невесты Зевса приобретает имя Геи (отсюда другое название его труда — «Смешение богов»). Также Ферекид различал три элемента: огонь, воздух, воду — которые создал из своего семени Хронос, которые далее распадаются на пять частей (по Г. Гомперцу: пространства звёзд, солнца, луны, воздуха и моря), из которых возникают сверхъестественные существа («новое многочисл. поколение богов»). Структура его космогонии, согласно Дамаскию, обнаруживает сходство с космогонией Анаксимандра. Отмечают разницу его концепции с «Теогонией» Гесиода. Советский философский словарь отмечал, что его «мифотворч. традиция переплетается с науч.-философской», по ЭСБЕ — он «стоит на границе между наивным миросозерцанием мифической мысли и первыми научными попытками древнейших греческих философов».
Выдвинул учение о метемпсихосе (превращениях душ).
По свидетельству Цицерона: «Насколько известно из письменного предания, впервые сказал, что души людей вечны, Ферекид Сиросский».
В связи с этим учением он воздерживался от мясной пищи.
Современники (особенно спартанцы) высоко чтили его за чистоту жизни; близ Магнезии в его честь был воздвигнут «ήρωον» («героическое» святилище).
Со слов Цельса упоминался «Ферекид, намного более древний, чем Гераклит».
Считался учителем Пифагора, что отмечалось у Диогена Лаэртского, утверждается, что после смерти Питтака дядя Пифагора пригласил Ферекида переехать на Самос и стать учителем юноши. Л. Я. Жмудь в НФЭ учительство Ферекида Пифагору указывает в числе недостоверных сведений.
Содержание его книг впоследствии понималось христианскими авторами аллегорически.
Клавдий Элиан в «Пёстрых рассказах» писал о кончине Ферекида: «Ферекид Сиросский в ужасных муках кончил свои дни: его заели вши. Так как на него было страшно взглянуть, Ферекиду пришлось отказаться от общения с друзьями; если же кто-нибудь подходил к его дому и спрашивал, как дела, Ферекид просовывал в дверную щель до кости изъеденный палец и говорил, что всё его тело в таком же виде. Делосцы рассказывают, будто их бог в гневе на Ферекида наслал на него эту напасть. Ведь живя с учениками на Делосе, он кичился своей мудростью, а особенно тем, что, никогда не принося жертв, живёт тем не менее счастливо и беспечально, не хуже людей, жертвующих целые гекатомбы. За эти дерзкие речи бог тяжко покарал его».